# Європейський театр Першої світової війни
Європейський театр Першої світової війни (1914–1918) — основний геополітичний театр війни, що протягом 4 років був основним осередком військових дій, що велися за часів Першої світової війни на території континенту Європи та прилеглій акваторії морів та Атлантичного океану.
Територіально Європейський театр Першої світової війни охоплював гігантську територію європейського континенту та умовно поділявся на 4 основних театри воєнних дій:
- Балканський театр воєнних дій
- Італійський театр воєнних дій
- Західноєвропейський театр воєнних дій
- Східноєвропейський театр воєнних дій